# Sagrado

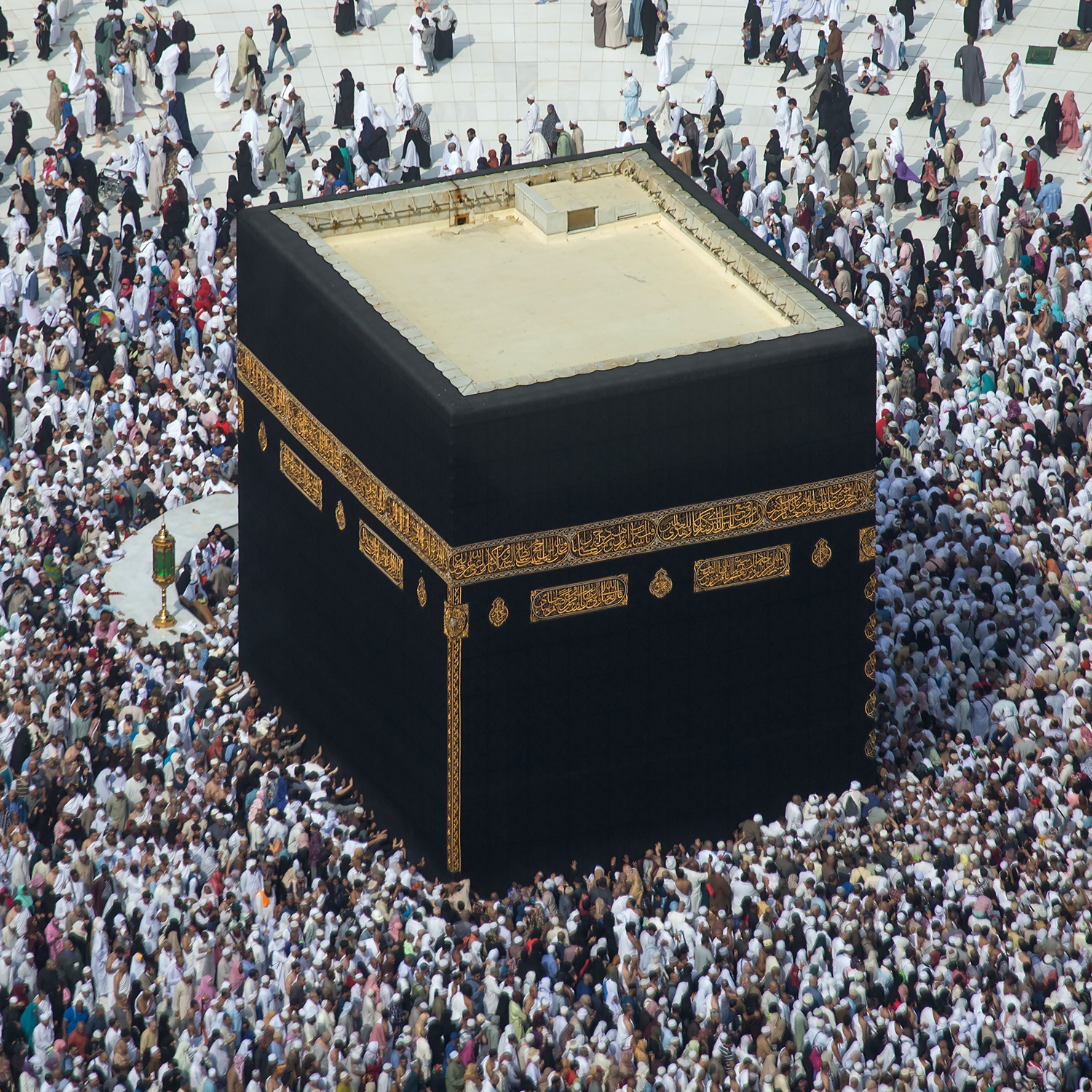
Santuario de la Kaaba, ubicado dentro de la mezquita Masyid al-Haram de La Meca, Arabia Saudita, centro religioso del islam.

Sagrado (del latín sacrātus) es lo que se considera digno de veneración u objeto de culto por atribuírsele un carácter divino o una relación con la divinidad o las fuerzas sobrenaturales. Por extensión, también se denomina "sagrado" a cualquier cosa digna de veneración y respeto o de una importancia tal que se considera irrenunciable.

Homo sacra res homini ("el hombre es para el hombre cosa sagrada")
Séneca

El sociólogo francés Émile Durkheim consideraba la dicotomía entre lo sagrado y lo profano como la característica central de la religión: "la religión es un sistema de creencias y prácticas relativas a las "cosas sagradas", es decir, las cosas apartadas y prohibidas". En la teoría de Durkheim, lo sagrado representa los intereses del grupo, especialmente la unidad, que se plasman en símbolos grupales sagrados, o utilizando el trabajo en equipo para ayudar a salir de un apuro. Lo profano, por otro lado, implica preocupaciones individuales mundanas.

## Etimología
La palabra sagrado desciende del latín sacer, refiriéndose a lo que es 'consagrado, dedicado' o 'purificado' a los dioses o cualquier cosa en su poder, así como a sacerdotes.  El latín sacer procede a su vez del protoindoeuropeo *seh₂k- "sagrado, ceremonia, ritual".

## Sagrado

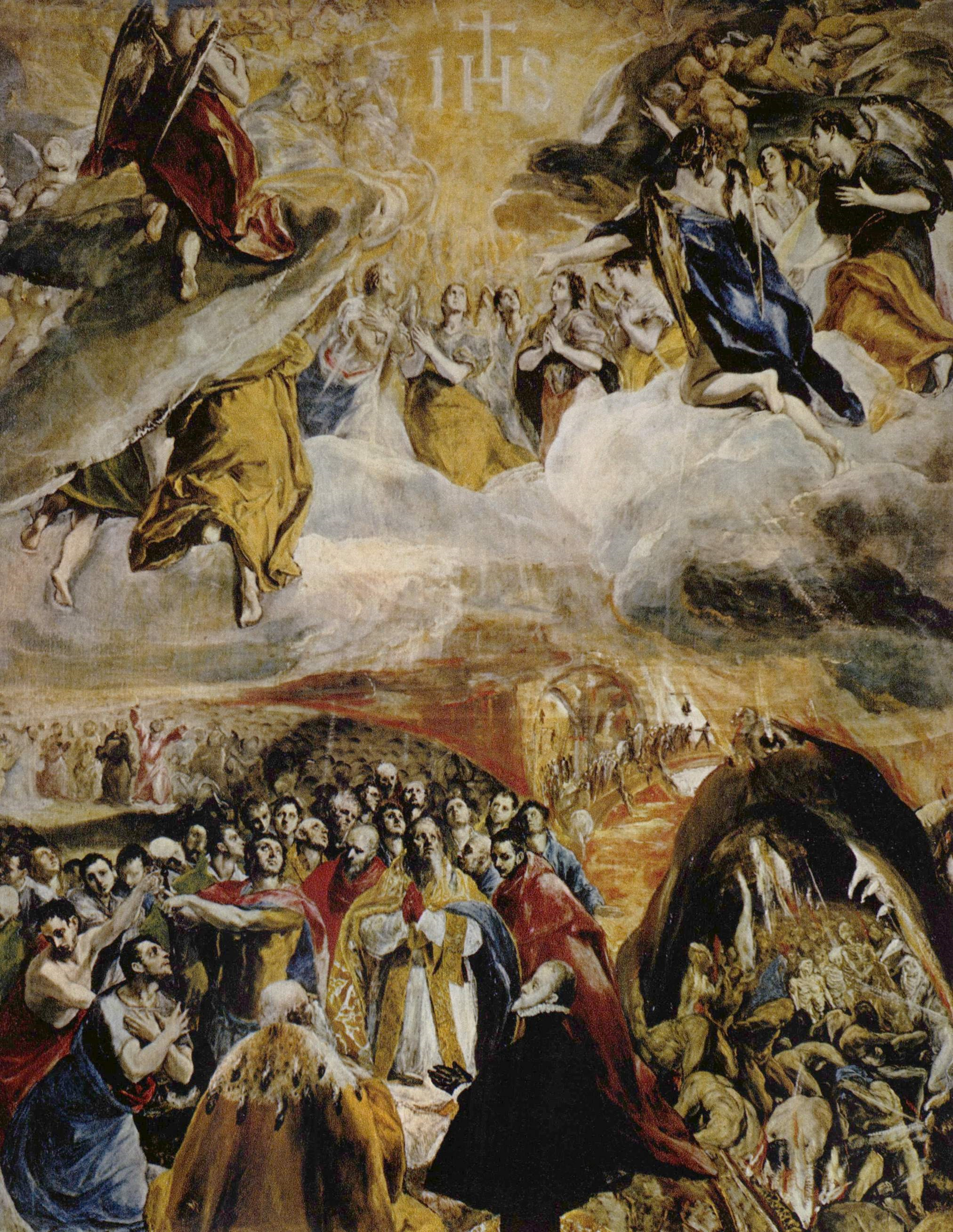
Adoración del nombre de Jesús, pintura del Greco (1579), Patrimonio Nacional, Madrid, Galería de las Colecciones Reales.

Aunque los términos sagrado y santo tienen un significado similar, y a veces se utilizan indistintamente, conllevan sutiles diferencias. Santidad se usa generalmente en relación con personas y relaciones, mientras que sagrado se usa en relación con objetos, lugares o sucesos. Por ejemplo, un santo puede considerarse santo pero no necesariamente sagrado. No obstante, algunas cosas pueden ser tanto santas como sagradas, como la Santa Biblia.
Aunque sagrado y santo denotan algo o alguien destinado al culto de Dios y, por tanto, digno de respeto y a veces de veneración, santo (la palabra más fuerte) implica un carácter inherente o esencial. La santidad se origina en Dios y se comunica a las cosas, lugares, tiempos y personas comprometidas en Su Servicio. Así, Tomás de Aquino define la santidad como aquella virtud por la que la mente del hombre se aplica a sí misma y a todos sus actos a Dios; la clasifica entre las virtudes morales infusas, y la identifica con la virtud de la religión. Sin embargo, mientras que la religión es la virtud por la que uno ofrece a Dios el debido servicio en las cosas que pertenecen al servicio divino, la santidad es la virtud por la que uno hace que todos sus actos estén subordinados a Dios. Así, la santidad es el resultado de la santificación, ese acto divino por el cual Dios justifica libremente a una persona y por el cual la ha reclamado como suya.

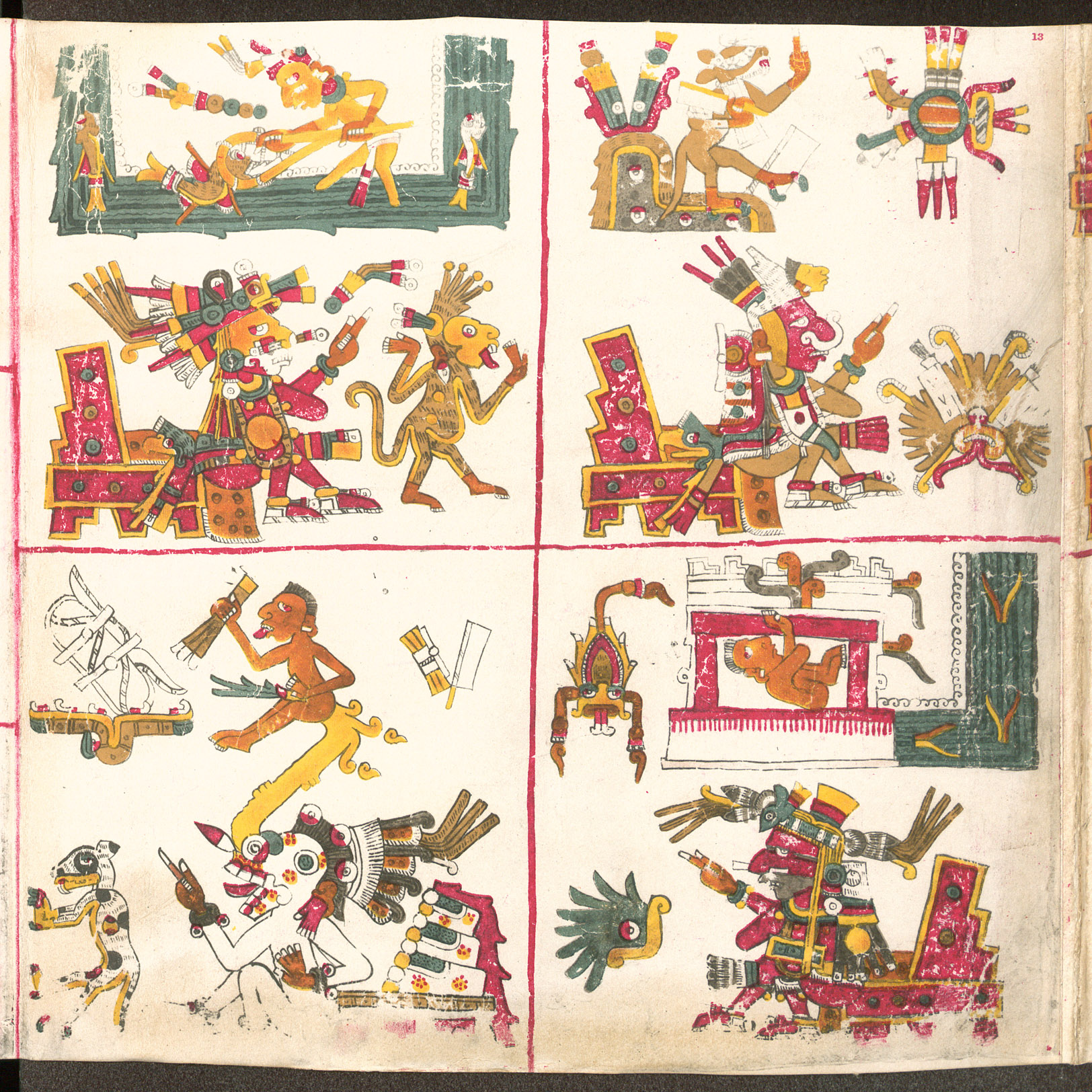
Deidades prehispánicas ilustradas en el Códice Borgia.

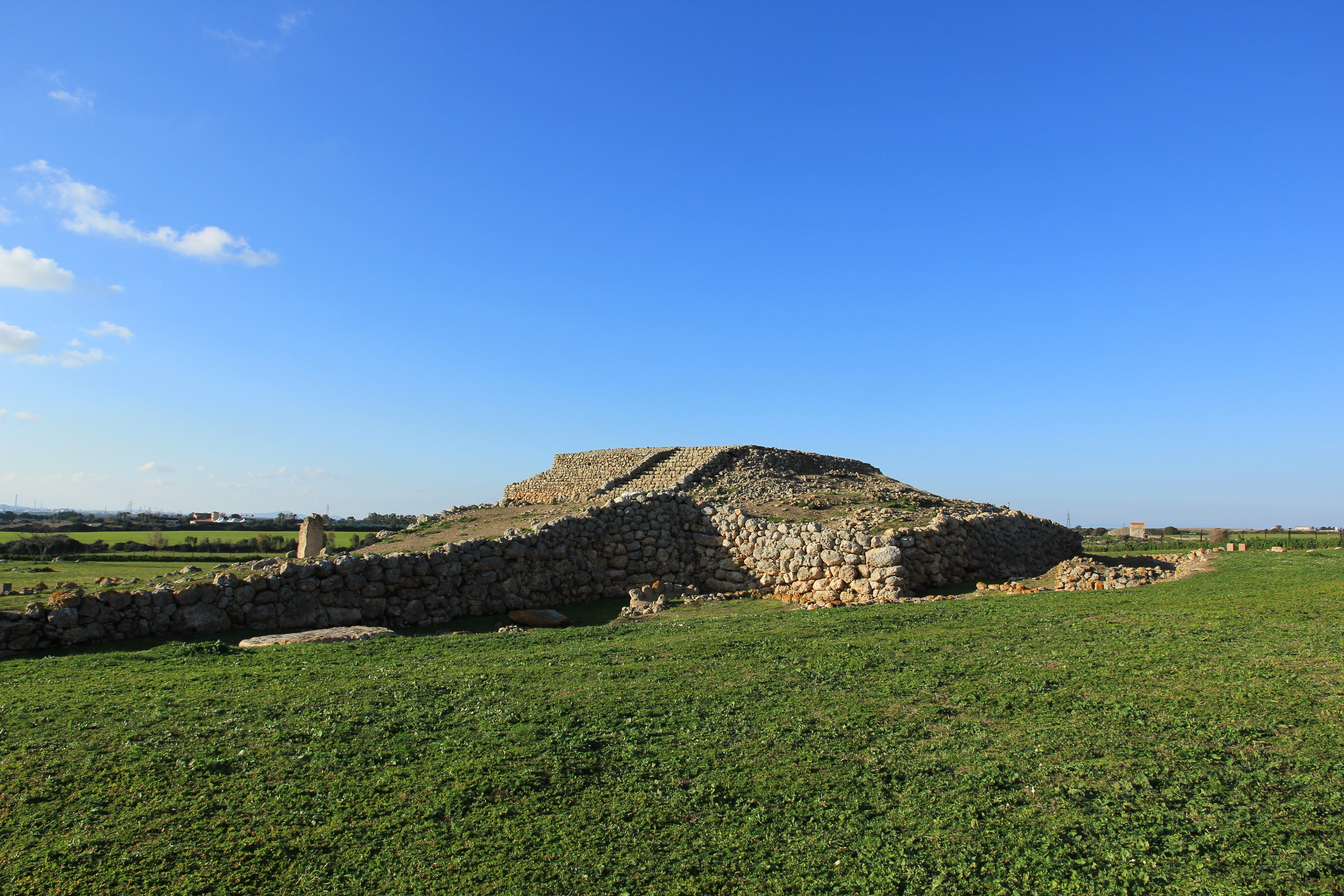
Altar del Monte d'Accoddi, en Cerdeña, Italia un lugar sagrado para los habitantes del Neolítico.

### Etimología desanto
La palabra inglesa holy se remonta a la palabra protogermánica hailagaz de alrededor del 500 AEC, un adjetivo derivado de hailaz] ('entero'), que se usaba para significar 'ileso, sano, saludable, entero, completo'.  En contextos no especializados, el término santo se refiere a alguien o algo que se asocia con una poder divino, como agua utilizada para el bautismo.[cita requerida]

## Lo sagrado y lo profano
Lo sagrado (por oposición a profano) es una autoridad que, aplicada a una creencia, permite a un grupo o una sociedad humana denotar una separación binaria espiritual o moral entre diferentes elementos que la componen, la definen o la representan (objetos, actos, ideas, valores...) La dicotomía sacrado-profano es la característica central de la religión para Émile Durkheim.
El término se utiliza en los grupos basados en la iniciación (rito de paso, sociedad secreta) o la revelación (religiones reveladas) para describir los elementos que los constituyen y fundamentan, así como todo aquello que está ligado a ellos (manifestaciones, organizaciones, etc.) Por ejemplo, en la mayoría de las religiones lo sagrado designa todo lo que atañe a lo más fundamental de su culto.
Esta noción se utiliza hoy en día de manera más general en otros contextos: una nación puede definir como sagrados los principios que la fundan; una sociedad puede definir como sagrados algunos de sus valores, etc. Los antropólogos contemporáneos dicen además que la noción de sagrado es demasiado borrosa para aplicarla al estudio de las religiones –aunque sigan trabajando en ello–.[cita requerida]
Los elementos de lo sagrado suelen considerarse inmutables: su manipulación, incluso con el pensamiento, debe obedecer unos rituales bien definidos. No respetar estas reglas, incluso actuar contra las mismas, se califica de ordinario como un pecado o crimen real o simbólico: es lo que llamamos sacrilegio. El peor de los sacrilegios es la profanación, que se define como la introducción de elementos profanos en un recinto sagrado (real o simbólico).
Nótese que la noción de lo sagrado se encuentra en todas las sociedades.

"Las cosas sagradas son las que las protegen y aíslan de las cosas profanas ,son a las que se aplican estas prohibiciones y que deben permanecer apartadas de aquéllas. La relación (o la oposición, la ambivalencia) entre lo sagrado y lo profano es la esencia del hecho religioso." (Durkheim)

"Lo sagrado es el respeto a la vida. La espiritualidad es el respeto de lo esencial: amar la vida, amar todas las vidas." (Bruno San Marco)

[cita requerida]
El término se emplea a veces por extensión, eventualmente por no creyentes, para calificar valores que aparecen como esenciales para una civilización (ejemplo: El respeto de la propiedad es una cosa sagrada, etc.).
En este sentido aparece en La Marsellesa:
Amor sagrado a la Patria
¡Guía, sostén nuestros brazos ...
Libertad, libertad querida
¡Combate junto a tus defensores!
Lo sagrado no está ligado siempre a la represión violenta. Es Dios (o los dioses) el encargado de aplicarla, a través de quienes sean sus voceros. Aunque cualquier individuo puede atribuir cualidades sagradas a algo a lo que se le tenga mucho aprecio. Se evita así la profanación, que funciona como otra forma de violencia que, al no ser dogmática, amenaza a la cultura, ya que no ofrece la sustitución de todos los símbolos que implica. El sacrilegio (profanación o robo de algo sagrado) quita de la trama social los elementos simbólicos que protegen su orden (la paz interna).
Mircea Eliade interpreta la religión no solamente como "creencia en deidades", sino como "la experiencia de lo sagrado", analizando la dialéctica de lo sagrado. Lo sagrado se presenta en relación con lo profano. La relación entre lo sagrado y lo profano no es de oposición, sino de complementariedad, ya que lo profano es visto como hierofanía.

## Sagrario
En el cristianismo, "sagrario" es la parte interior de las iglesias, donde se guardan las "cosas sagradas", como pueden ser las reliquias; y más específicamente el lugar donde se conserva el copón con las hostias consagradas, habitualmente en una custodia. Es algo similar al Sanctasanctórum ("santo de los santos") de la antigua religión judía (en Roma existe también un Sancta Sanctorum donde se conservan las principales reliquias).

## Acogerse a sagrado
Según el DRAE, "sagrado" es el "lugar que, por privilegio, podía servir de refugio a los perseguidos por la justicia". La costumbre de acogerse a sagrado producía que, en el Antiguo Régimen, algunas iglesias se llenaran de delincuentes (como se describe en la literatura picaresca -"En mi mocedad siempre andaba por las iglesias, y no de puro buen cristiano", dice El Buscón-); o en caso de disturbios, de los que escapaban de ellos (como durante la revuelta anticonversa de Toledo de 1467). Incluso en el siglo XX, el respeto que la policía debía mantener al sagrado de las iglesias hizo que en ellas tuvieran lugar algunas reuniones de oposición al franquismo ("capuchinada" de 1966) o protestas laborales, lo que fue vulnerado en algunos casos (sucesos de Vitoria del 3 de marzo de 1976).
Acogerse al sagrado de los templos era también una costumbre propia de los griegos, y el no respetarlo era considerado un sacrilegio gravísimo, ejemplificado en el destierro de los alcmeónidas.

## En los círculos académicos

### Hierología
Hierología (Griego: ιερος, hieros, 'sagrado o 'santo', + -logía) es el estudio de literatura sagrada o folclore. El concepto y el término fueron desarrollados en 2002 por el historiador del arte y bizantinista ruso Alexei Lidov.

### Historia de las religiones
Analizando la dialéctica de lo sagrado, Mircea Eliade esboza que la religión no debe interpretarse sólo como "creencia en deidades", sino como "experiencia de lo sagrado". Lo sagrado se presenta en relación con lo profano; la relación entre lo sagrado y lo profano no es de oposición, sino de complementariedad, pues lo profano es visto como una hierofanía.

### Sociología
El sociólogo francés Émile Durkheim consideraba la dicotomía entre lo sagrado y la profano como la característica central de religión: "la religión es un sistema unificado de creencias y prácticas relativas a las cosas sagradas, es decir, las cosas apartadas y prohibidas".: 47  En la teoría de Durkheim, lo sagrado representaba los intereses del grupo, especialmente la unidad, que se encarnaban en símbolos sagrados del grupo, o tótems. Lo profano, por otro lado, implicaba preocupaciones individuales mundanas. Durkheim declaró explícitamente que la dicotomía sagrado/profano no era equivalente a bien/mal. Lo sagrado podía ser bueno o mal, y lo profano también podía serlo. : 99 

## En religión

### Religiones índicas
Las religiones de origen indio, a saber, el hinduismo y sus ramas budismo, el jainismo y el sijismo, tienen el concepto de venerar y conservar la ecología y el medio ambiente tratando diversos objetos como sagrados, como ríos, árboles, bosques o arboledas, montañas, etc.

#### Hinduismo
Los ríos sagrados y su veneración es un fenómeno que se da en varias religiones, especialmente en las que tienen el creencia ecologista como núcleo de su religión. Por ejemplo, las religiones de origen indio (budismo, hinduismo, jainismo y sikismo) veneran y preservan como sagrados los árboles, bosques, montañas y ríos. Entre los ríos más sagrados del hinduismo se encuentran el Ganges, Yamuna, Sarasvati ríos en los que florecieron los ríos rigvédicos. Los vedas y el Bhagavad-gītā, los textos más sagrados de los hindúes, fueron escritos a orillas del río Sarasvati y codificados durante el reino Kuru en la actual Haryana. Entre otros ríos sagrados secundarios del hinduismo se encuentran el Narmada y muchos más.
Entre las montañas sagradas, las más sagradas son el monte Kailash (en TIbet), Nanda Devi, las montañas Char Dham, las Cuevas de Amarnath, la montaña Gangotri, la montaña Yamunotri, la montaña Sarasvotri  (origen del río Sarasvati), Dhosi Hill, etc.

#### Budismo
En el budismo Theravada Budismo se encuentra la designación de ariya-puggala ('persona noble'). Buda describió las Cuatro etapas del nirvāna de una persona en función de su nivel de pureza. Esta pureza se mide por cuáles de los diez samyojana ('grilletes') y Klesa han sido purificados e integrados de la corriente mental. Estas personas son llamadas (en orden de santidad creciente) Sotāpanna, Sakadagami, Anāgāmi, y Arahant.